# Archtal
Das Archtal ist ein Tal im Estergebirge mit nordwärtiger Ausrichtung, welches nach Osten vom Minneckergrat und im Westen vom Archtalgrat begrenzt wird. Der obere Talschluss wird vom markanten Kistenkar unterhalb der Hohen Kisten gebildet. Das Kar ist weithin sichtbar und behält wegen seiner nordwärtigen Ausrichtung im Frühjahr lange eine Altschneedecke.
Im Archtal selbst verläuft die Urlaine, welche sich im Lauf der Jahre ab der Karmulde eine Schlucht mit zahlreichen Gumpen und Wasserfällen gegraben hat.
Am Talende befindet sich der Ort Eschenlohe.